# Lucke Lund
Oscar Gustaf Adolf ("Lucke") Lund, född 28 februari 1861 i Stockholm, död där 30 augusti 1915, var en svensk skådespelare och operettsångare (tenor).

## Biografi
Lund scendebuterade 1891 som Bacarel i operetten Miss Heylett vid Stora Teatern, Göteborg, där han sedan hade engagemang fram till 1892. Han uppträdde därefter vid Svenska operetturnén 1892–1893, vid Vasateatern 1893–1894, hos Mauritz Fröberg 1894–1896, vid Eldorado i Kristiania 1896–1897, vid Albert Ranfts lyriska sällskap 1897–1898, vid Vasateatern 1898–1899 och därefter vid Albert Ranfts olika teatrar och sällskap fram till sin död 1915.
På morgonen 30 augusti 1915 gick Lucke Lund hemifrån för att gå till repetitioner på Södra Teatern, men kom aldrig dit. Sent på kvällen hittades han död i ett rum på Hotell Continental med ett kulhål i tinningen. Lund hade under den sista tiden lidit av depression. Bisättningen ägde rum den 1 september i Gustaf Vasa kyrkans krypta i Stockholm med jordfästning där den 4 september. Han är begravd på Norra begravningsplatsen utanför Stockholm.
Lund gifte sig 1895 med operettsångaren Edla Cecilia Johnsson (1866–1952).

## Teater

### Roller (ej komplett)
| År   | Roll                       | Produktion                                                                   | Regi           | Teater            |
| ---- | -------------------------- | ---------------------------------------------------------------------------- | -------------- | ----------------- |
| 1894 | Colardeau                  | Herre, tag bort er dotter Eugène Labiche                                     |                | Vasateatern       |
| 1894 | En restauratör             | En séance vid Saltsjöbaden Harald Leipziger                                  |                | Vasateatern       |
| 1898 | Wun Hsi                    | Geishan Sidney Jones, Owen Hall och Harry Greenbank                          |                | Vasateatern       |
| 1903 |                            | Läderlappen Johann Strauss den yngre, Karl Haffner och Richard Genée         |                | Vasateatern       |
| 1905 |                            | Både hjärta och hand Charles Lecocq, Charles Nuitter och Alexandre Beaume    |                | Östermalmsteatern |
| 1905 | Kerbiniou                  | Surcouf Robert Planquette, Alfred Duru och Henri Chivot                      | Axel Ringvall  | Östermalmsteatern |
| 1905 | Skrivaren                  | Landsvägsriddarna Carl Zeller, Moritz West och Ludwig Held                   |                | Östermalmsteatern |
| 1905 | Orfeus                     | Orfeus i underjorden Jacques Offenbach, Henri Meilhac och Ludovic Halévy     |                | Östermalmsteatern |
| 1905 | Bonacieux                  | d'Artagnan Louis Varney, Paul Verrier och Jules Prével                       |                | Östermalmsteatern |
| 1906 |                            | Lilla drottningen Léon Xanrof och Michel Carré                               |                | Östermalmsteatern |
| 1906 | Montedafiore               | Frihetsbröderna Jacques Offenbach, Henri Meilhac och Ludovic Halévy          |                | Oscarsteatern     |
| 1907 | Njegus                     | Glada änkan Franz Lehár, Victor Léon och Leo Stein                           | Axel Bosin     | Oscarsteatern     |
| 1907 |                            | Talismanen, eller De bägge rödhåriga Johann Nestroy                          |                | Oscarsteatern     |
| 1907 |                            | Hoffmans äventyr Jacques Offenbach, Jules Barbier och Michel Carré           | Emil Linden    | Oscarsteatern     |
| 1907 |                            | Skytte-Lisa Edmund Eysler och Karl Lindau                                    |                | Oscarsteatern     |
| 1907 | Kerbinion                  | Surcouf Robert Planquette och Henri Chivot                                   |                | Oscarsteatern     |
| 1907 |                            | Boccaccio Franz von Suppé, Camillo Walzel och Richard Genée                  |                | Oscarsteatern     |
| 1908 | Frosch                     | Läderlappen Johann Strauss den yngre, Karl Haffner och Richard Genée         |                | Oscarsteatern     |
| 1908 | Tom                        | Dollarprinsessan Leo Fall, Alfred Maria Willner och Fritz Grünbaum           | Axel Bosin     | Oscarsteatern     |
| 1909 | Alugazilen                 | Skatten Helfrid Lambert                                                      |                | Oscarsteatern     |
| 1909 | Enterich                   | Tiggarstudenten Karl Millöcker, Richard Genée och Friedrich Zell             |                | Oscarsteatern     |
| 1910 | Greve Carnero              | Zigenarbaronen Johann Strauss d.y. och Ignaz Schnitzer                       |                | Oscarsteatern     |
| 1910 | Maboul                     | Mahomets paradis Robert Planquette och Henri Blondeau                        |                | Oscarsteatern     |
| 1910 |                            | Tjuvskyttarna Jacques Offenbach, Henri Charles Chivot och Alfred Duru        | Emil Linden    | Oscarsteatern     |
| 1911 | Charencey                  | Kyska Susanna Jean Gilbert och Georg Okonkowski                              |                | Oscarsteatern     |
| 1911 |                            | Wienerblod Johann Strauss den yngre, Victor Léon, Leo Stein och Adolf Müller |                | Oscarsteatern     |
| 1912 | Montedafiore               | Frihetsbröderna Jacques Offenbach, Henri Meilhac och Ludovic Halévy          | Albert Ranft   | Oscarsteatern     |
| 1912 |                            | Kvinnohataren Edmund Eysler, Leo Stein och Karl Lindau                       | Emil Linden    | Oscarsteatern     |
| 1913 | Ko-Ko                      | Mikadon W.S. Gilbert och Arthur Sullivan                                     | August Bodén   | Oscarsteatern     |
| 1914 | Zappelmann                 | Storstadsbaciller Jean Gilbert                                               | Carl Barcklind | Vasateatern       |
| 1915 | Napoleon Bonaparte Johnson | Var är Johnny Nathaniel Jones, Maurice Bernardt och Joseph Corin             | Carl Barcklind | Oscarsteatern     |